# Microporella rogickae
Microporella rogickae is een mosdiertjessoort uit de familie van de Microporellidae. De wetenschappelijke naam van de soort is voor het eerst geldig gepubliceerd in 2000 door Winston, Hayward & Craig.